# Gustaf Klingspor
Gustaf Klingspor, född 29 september 1772 i Stockholm, död 6 juli 1840 i Skärkinds socken, Östergötland, var en svensk greve, militär, hovman och godsägare. Han var son till fältmarskalken greve Mauritz Klingspor och far till riksdagsmannen greve Mauritz Klingspor.

## Biografi
Gustaf Klingspor föddes 1772 i Stockholm och tillhörde den grevliga ätten Klingspor, nummer 107. Han var son till fältmarskalken greve Mauritz Klingspor och Anna Charlotta af Petersens.

### Militär karriär
Gustaf Klingspor blev 1791 löjtnant vid Svea livgarde. Han var delaktig i landstigningen vid Kachis kapell den 16 juni 1792 under ledning av kapten Carl Pontus Lilliehorn. I samband med att Klingspor kom i land med sin trupp blev han skjuten i foten av en jägarekula. Klingspor medverkade även vid Viborgska gatloppet den 3 juli samma år där han blev tillfångatagen av ryssarna. 1796 blev han överadjutant och major i armén. Han lämnade det militära som överstelöjtnant och generaladjutant.

### Civil karriär
Klingspor blev 1791 kammarherre hos drottning Sofia Magdalena och senare hovmarskalk hos drottning Fredrika år 1800. 1799 blev han greve och 1823 fick ärva sin farbrors fideikommiss Grönlund i Östergötland.

## Familj
Klingspor gifte sig 8 maj 1798 på Grönlund i Åsbo socken med friherrinnan Magdalena Charlotta Wennerstedt, dotter till överstelöjtnanten friherre Vilhelm Wennerstedt och grevinnan Charlotta Filippina von Schwerin. De fick tillsammans barnen godsägaren Gustaf Vilhelm Mauritz Klingspor (1799–1848), riksdagsmannen Mauritz Klingspor (1800–1858), löjtnanten Fredrik Adolf Klingspor (född 1802) i armén, Sofia Charlotta Klingspor (1805–1860) som var gift med majoren Carl Ulfsparre af Broxvik, löjtnanten Otto Klingspor (1810–1865), Amalia Vilhelmina Augusta (1812–1850) och Vilhelm Carl August Klingspor (1818–1832).

### Söner
- Godsägaren Gustaf Vilhelm Mauritz Klingspor (1799–1848), friherre vid födelsen, greve 1814 vid farfaderns död.
- Riksdagsmannen Mauritz Staffan Philip Klingspor (1800–1858), friherre vid födelsen, greve 1848 vid broderns död.
- Löjtnant Otto Klingspor (1810–1865), friherre vid födelsen, greve tillsammans med sin son Philip Klingspor 1858 vid broderns död.
- Herr Vilhelm Carl August Klingspor (1818–1832), friherre vid födelsen.

## Titel och heraldiskt vapen
Klingspor föddes som friherre. När hans far, Mauritz Klingspor, upphöjdes till greve av kung Gustav IV Adolf 1799, blev även han det med förbehållet att titeln sedan skulle föras vidare enligt primogenitur.
- 29 september 1772 – 16 november 1799: Högvälborne Herr Friherre Gustaf Klingspor.
- 16 november 1799 – 6 juli 1840: Högvälborne Herr Greve Gustaf Klingspor.

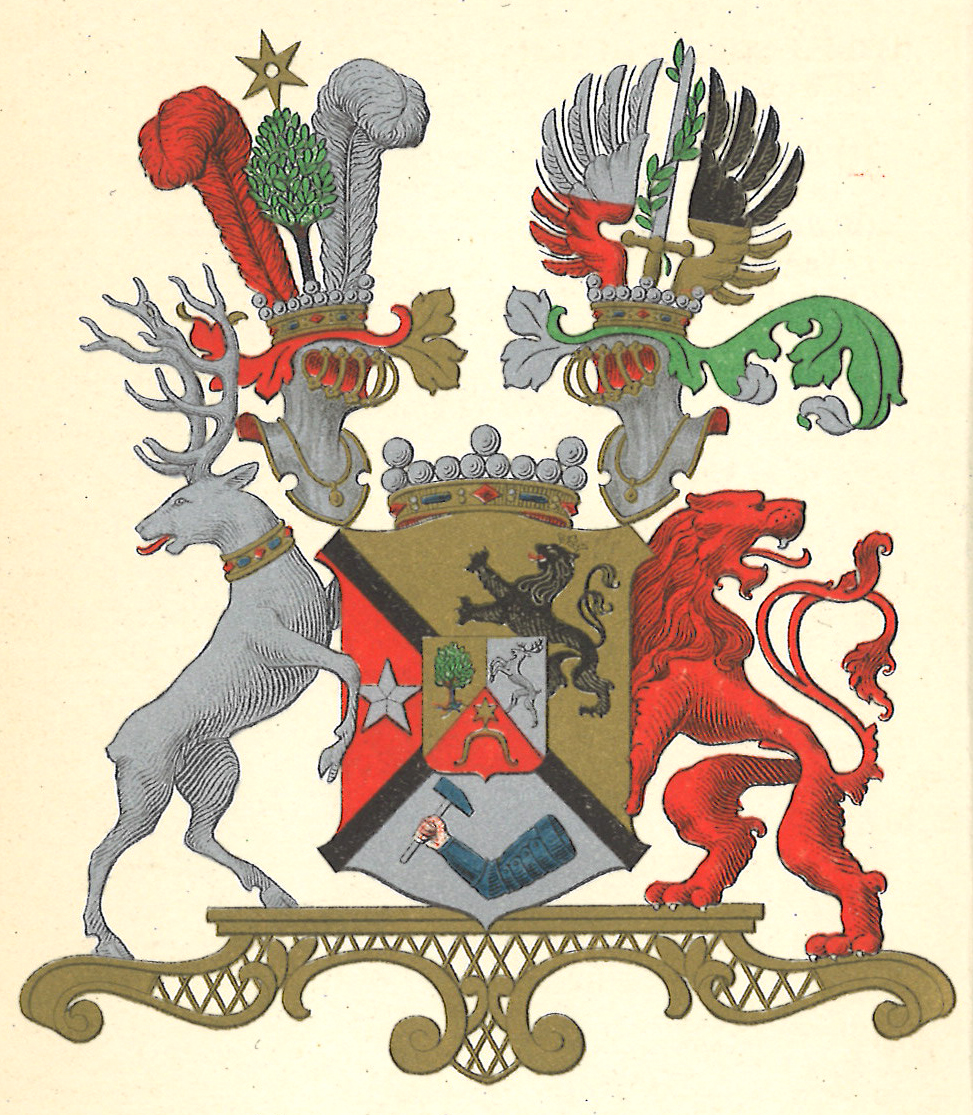
Klingspors vapen som friherre.
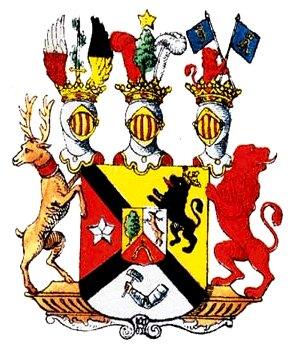
Klingspors vapen som greve.

## Utmärkelser
- Riddare av Kungl. Svärdsorden.[5]